# 埃米莉·麦凯
埃米莉·麦凯（英語：Emily Mackay，1998年4月30日—），美国女子田径运动员，2023年泛美运动会女子1500米铜牌得主、2024年世界室内田径锦标赛女子1500米铜牌得主。
麦凯毕业于宾厄姆顿大学，并于2022年获得心理学本科学位和MBA学位。